# Gili & Galit
Gili & Galit (Hebreeuws: גילי וגלית) was een Israëlisch muziekduo.

## Biografie
Gili & Galit werd begin 1989 opgericht door Gili Netanel (geboren in 1977) en Galit Burg (8 juni 1968 – 28 november 2022) met het oog op deelname aan de Israëlische preselectie voor het Eurovisiesongfestival. Met het nummer Derech hamelech wonnen ze deze voorronde, waardoor ze hun vaderland mochten vertegenwoordigen op het Eurovisiesongfestival 1989, dat gehouden werd in het Zwitserse Lausanne. Daar eindigden Gili & Galit op de twaalfde plek. Met zijn twaalf jaar was Gili Netanel een van de jongste deelnemers uit de geschiedenis van het Eurovisiesongfestival. Galit Burg stierf op 28 november 2022 ten gevolgen van een auto-ongeluk, ze werd 54 jaar en laat twee kinderen na.
1973: Ilanit · 
1974: Poogy · 
1975: Shlomo Artzi · 
1976: Chocolad Menta Mastik · 
1977: Ilanit · 
1978: Izhar Cohen & The Alphabeta · 
1979: Gali Atari & Milk and Honey · 
1981: Hakol Over Habibi · 
1982: Avi Toledano · 
1983: Ofra Haza · 
1985: Izhar Cohen · 
1986: Moti Giladi & Sarai Tzuriel · 
1987: Lazy Bums · 
1988: Yardena Arazi · 
1989: Gili & Galit · 
1990: Rita · 
1991: Duo Datz · 
1992: Dafna Dekel · 
1993: The Shiru Group · 
1995: Liora · 
1998: Dana International · 
1999: Eden · 
2000: Ping Pong · 
2001: Tal Sondak · 
2002: Sarit Hadad · 
2003: Lior Narkis · 
2004: David D'Or · 
2005: Shiri Maimon · 
2006: Eddie Butler · 
2007: Teapacks · 
2008: Bo'az Ma'uda · 
2009: Noa & Mira Awad · 
2010: Harel Skaat · 
2011: Dana International · 
2012: Izabo · 
2013: Moran Mazor · 
2014: Mei Finegold · 
2015: Nadav Guedj · 
2016: Hovi Star · 
2017: Imri Ziv · 
2018: Netta Barzilai · 
2019: Kobi Marimi · 
2021: Eden Alene · 
2022: Michael Ben David · 
2023: Noa Kirel · 
2024: Eden Golan · 
2025: Yuval Raphael